# Ultraman Ace
Ultraman Ace foi uma série da saga Ultraman exibida no Japão de 7 de Abril de 1973 ate 30 de Marco de 1974 pela rede TBS, num total de 52 episódios. Ultraman Ace nunca foi exibido no Brasil.

## Personagens da Série

### Ultraman Ace
Ultraman Ace é o quinto irmão da família Ultra e foi enviado para Terra pela federação intergalática de M78.
No último episódio, Ace é obrigado a revelar sua identidade as crianças, e tem que deixar a terra, deixando uma frase famosa, que seria repetida em Mebius.
Ace ainda teve aparições em Ultraman Taro, Leo e Mebius.

### Yapool
Diferentes das séries anteriores, esta teve um vilão principal, Yapool,um ser interdimensional. 
Yapool criava Chojuus, especie de monstro mais forte do que todos os anteriores. Num episódio, é mostrado um Chojuu massacrando um monstro, demonstrando que chojus sao superiores.
Yapool foi derrotado no meio da série, mas voltou no final e ainda teve aparições em Ultraman Taro, Ultraman Mebius e no filme Ultraman mebius and Ultra brothers.

### Hokuto e Minami
A grande novidade no entanto,era a necessidade de 2 pessoas para transformação (tal coisa só aconteceu novamente no último episódio de Ultraman Mebius): Hokuto e Minami (a primeira mulher a se transformar em um Ultra) precisavam tocar os seus anéis para realizarem a transformação.
Isso criava dificuldades na montagem das histórias e, no decorrer da serie, foi descoberto  que Minami era um ser da Lua e teve de retornar. Desde então, Hokuto passou a se transformar sozinho. Minami ainda teve uma participação especial no final da série. 
No decorrer da série, vários ultras fazem aparição, sendo que Zoffy tem sua  primeira batalha na Terra.

### Hipporito
Um episódio marcante dá-se quando Hipporito transforma todos os irmaos Ultra em bronze e o Pai de Ultra vêm salvá-los e acaba morto no final.